# 스티븐 울프럼

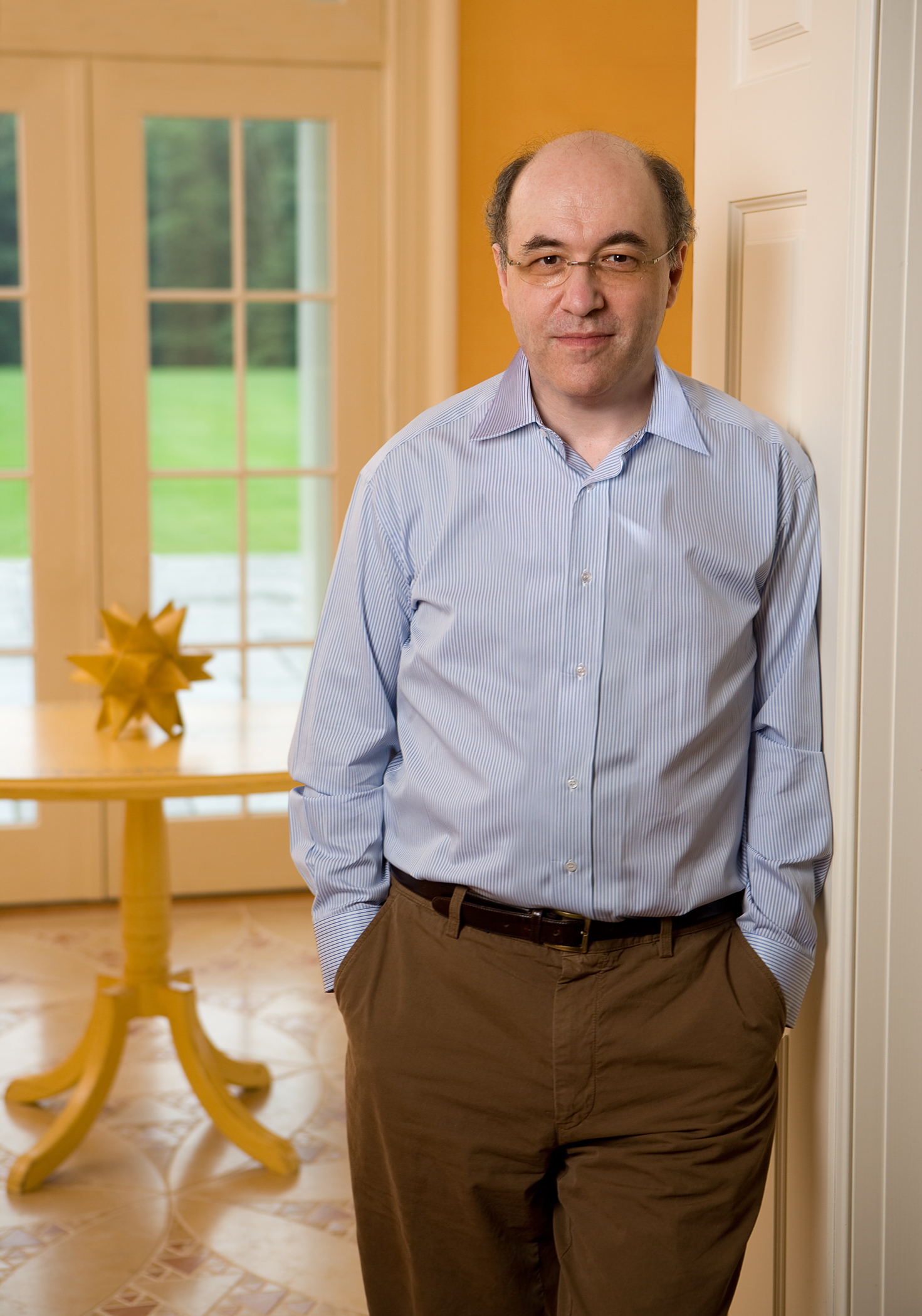
스티븐 울프럼

스티븐 울프럼(Stephen Wolfram, 1959년 8월 29일, 런던 ~ )은 영국의 물리학자, 수학자, 컴퓨터과학자이다. 입자물리학, 천체물리학, 복잡도 이론, 컴퓨터 대수학 등의 분야에서 활동하였다. 컴퓨터 수학 프로그램 매스매티카의 제작자이며 2009년에 웹 지식검색/연산 엔진인 울프럼 알파를 대중에 공개했다.

## 생애
울프럼의 부모는 1933년 영국으로 이주한 유태인들이었다. 아버지 휴고 울프럼은 소설가였고, 어머니 시블 울프럼은 옥스포드 대학교 철학교수였다. 울프럼은 이튼 스쿨에서 교육받았으며, 소년 신동이었다. 16세에 입자물리 논문을 내고, 17세에 옥스포드 대학교에 입학한 뒤, 중쿼크 생성에 관한 논문을 낸다. 20세에는 칼텍에서 박사학위를 받았고, 바로 교수로 채용되었다. 지오프레이 폭스 와 강한 상호작용에 대해 연구한 논문은 현재도 실험 입자물리에서 쓰이고 있다. 21세에 세포 오토마타 이론에 관심을 보였다. 1987년에는 전문 잡지 '복잡계' 의 설립 편집자로 일한다.

## 울프럼 물리 프로젝트
2020년 4월, 울프럼은 처치-로서 프로퍼티에 따르는 최소한의 재작성 규칙에 의해 변형된 하이퍼그래프의 패러다임 내에서 모든 물리 법칙을 축소하고 설명하기 위한 노력으로 Wolfram Physics Project를 발표했다. 이러한 노력은 울프럼이 그의 저서인 A New Kind of Science에서 설명한 아이디어의 연속이다.
근본적인 아이디어는 시스템이 주로 미니멀리스트적 극단에 놓여있는 추상 재작성 시스템 (Wolfram MathWorld의 "대체 시스템"이라고 함)의 창발 복잡성에 대한 탐구이다. 대부분의 예는 순서 그래프의 재작성 시스템에서 비롯된다. 일부 개념은 문자열 재작성 시스템과 관련된 예로 설명되며, 이러한 시스템에서 얻은 많은 계산 현상은 울프럼의 셀룰러 오토마타에 대한 이전의 조사와 유사하다. 새로 도입된 이 순서형 그래프 시스템은 셀룰러 오토마타가 하지 않은 방식으로 기하학적 해석에 의존하고 있으며, 이러한 기하학적 해석은 주로 물리 법칙과 유사하게 진입점을 제공하는 기하학적 해석이다.

## 추가 문헌
- Full text of A New Kind of Science by Stephen Wolfram; MIT video overview
- The Lifebox, the Seashell, and the Soul by Rudy Rucker, a book that presents NKS ideas
- A collection of reviews of Stephen Wolfram's book, A New Kind of Science 보관됨 2007-12-24 - 웨이백 머신
- Simulating the Replication of Life, 《Nature》 vol. 305 469page.